# ترخس
الترخس (الاسم العلمي: Trechus) هو جنس من الحشرات يتبع فصيلة الخنافس الأرضية من رتبة غمديات الأجنحة.

## أنواع الترخس
- ترخس أثيوبي
- ترخس أحمر
- ترخس أرمني
- ترخس ألباني
- ترخس أليف الظلال
- ترخس أوريغوني
- ترخس آسيوي
- ترخس شاحب
- ترخس تركستاني
- ترخس متناسب
- ترخس ودود
- ترخس مدبب العنق
- ترخس حقيقي
- ترخس داكن اللون
- ترخس رقيق
- ترخس سديمي
- ترخس شنيع
- ترخس شيحي
- ترخس صيني
- ترخس رفيع الرأس
- ترخس غرينيري
- ترخس فاتح
- ترخس قزمي
- ترخس قمي
- ترخس متباعد
- ترخس نمساوي
- ترخس نهري
- ترخس هادئ
- ترخس عريض العنق
- ترخس أجرد
- ترخس أليف الجبال العالية
- ترخس سماوي
- ترخس كهرماني
- ترخس مبجل
- ترخس مفلطح
- ترخس وضيع